# Akamai
Akamai Technologies (von hawaiisch Akamai – „intelligent“, „raffiniert“) mit Sitz in Cambridge (Massachusetts) ist ein börsennotierter US-amerikanischer Internetdienstleister. Das Unternehmen wurde 1998 gegründet und begann seine Geschäftstätigkeit zunächst im Bereich Content Delivery. Seit 2022 bietet Akamai auch Cloud-Computing-Dienste an.

## Technologie
Akamai ist in den Bereichen Cloud Computing, Edge Computing, Cybersicherheit und Content Delivery tätig. Das Unternehmen koordiniert und optimiert zum Beispiel die Lastverteilung von Web-Inhalten (Content Delivery Network), bietet Cloud Computing-Dienste an und schützt vor Hackerangriffen wie Application- und DDoS-Attacken. Die Dienste laufen teilweise für den Anwender beim Surfen im Internet unsichtbar im Hintergrund. Akamai war laut der Wirtschaftswoche im Jahr 2019 einer der international größten Anbieter für die Auslieferung und Beschleunigung sowie Absicherung von Online-Anwendungen und -Inhalten.

### Cloud Computing und Edge Computing
Der Unternehmensbereich Cloud Computing ist auf Workloads mit höherer Leistung ausgelegt, die näher am Endnutzer ausgeführt werden müssen (etwa bei Applikationen in Streaming-, Computerspiel- und E-Commerce-Anwendungen). Die Dienstleistungen sind Teil der „Akamai Connected Cloud“, einer Edge- und Cloud-Plattform für Computing-, Cybersicherheit- und Content Delivery-Anwendungen.
Die Akamai Connected Cloud besteht aus rund 350.000 Edge Servern mit rund 2.000 Fachkräften in 134 Ländern in über 4.100 Edge Point of Presences und rund 1.200 Netzwerken, durch die beispielsweise Anwendungen, die in einer Multi-Cloud-Umgebung bereitgestellt werden, geschützt werden können. Die Plattform bietet Unternehmen und deren Cloud-Aktivitäten einen Sicherheitsschirm, der die Webseiten, die mobile Infrastruktur und die Schnittstellen von Unternehmen schützt. Darüber hinaus überwacht die Edge-Plattform des Unternehmens wichtige Internetknoten, um regionale Staus umgehen zu können und die mobile Infrastruktur sowie Schnittstellen der Unternehmen zu schützen.

### Content Delivery
Das Content Delivery Network (CDN) von Akamai beschleunigt die Auslieferung von Webinhalten und Downloads durch Lastverteilung. Die Verbreitung der Datenmengen des Content Delivery Networks wird mittels Caching in dem im Netz verteilten Edge-Servern unterstützt, die große Datenmengen zwischenspeichern.
Sendet ein Nutzer zum Beispiel per Browser eine Anfrage, um die Onlineapplikation eines Akamai-Kunden aufzurufen, wird diese Anfrage an das autoritative DNS von Akamai weitergeleitet und infolge des intelligenten Mapping-Systems mit der IP-Adresse des Akamai Connected Cloud-Servers, der möglichst nahe am Nutzer ist, beantwortet. In der CDN-Struktur erfolgt mittels des Mapping-Systems eine Übersetzung des Domänennamens der URL in die IP-Adresse des Edge-Servers, um so den Inhalt für den Benutzer bereitzustellen. Mit dieser IP-Adresse kann der Browser im nächsten Schritt Akamais Connected Cloud-Server für nachfolgende Anfragen direkt kontaktieren. Die Inhalte eines Webangebotes werden hierbei nicht auf einem einzelnen Server zwischengespeichert, sondern mittels intelligenter Algorithmen auf eine Vielzahl von Connected Cloud-Servern verteilt. Hierdurch haben beispielsweise einzelne Ausfälle von Servern der Akamai Connected Cloud und Angriffe auf die Onlineapplikationen oder Systeme der Akamai-Kunden zu vernachlässigende Auswirkungen auf deren Verfügbarkeit. Darüber hinaus werden durch die Nutzung der Akamai Connected Cloud als Intermediär zwischen der Infrastruktur des Kunden und dem Browser des Nutzers die Hosting-Infrastruktur von Akamais Kunden und die öffentlichen Telekommunikationsnetzwerke entlastet sowie die Zugriffszeiten für den Endnutzer beschleunigt. Die Anbieter von Inhalten benötigen keine super-breitbandigen Internetverbindungen, wodurch Unternehmen zum Beispiel Streaming-Dienste mit hoher Verfügbarkeit bereitstellen können.

### Cybersicherheit
Akamai schützt des Weiteren Webseiten, beispielsweise per Web Application Firewalls. Darüber hinaus bietet das Unternehmen den Schutz von Rechenzentren an. Das „Network Operations Command Center“ (NOCC) dient zum Beispiel der proaktiven Überwachung und Fehlerbehebung aller Server in der globalen Akamai Connected Cloud-Plattform. Hierbei liefert das NOCC Echtzeit-Statistiken über die Bedingungen des Internetverkehrs auf den Servern von Akamai und den Webseiten der Kunden.
Des Weiteren arbeitet Akamai mit Zero Trust-Modellen sowie Mikrosegmentierung (etwa die „Agentless Segmentation“, durch die die Zero-Trust-Architektur auf vernetzte IoT- und OT-Geräte ausgeweitet werden kann), um zum Beispiel die Infrastruktur der Kundennetzwerke vor Ransomware-Angriffen zu schützen. Außerdem bietet das Unternehmen eine API-Security-Anwendung an, um vor Missbrauch und Datendiebstahl zu schützen.

### „State of the Internet“
Akamai veröffentlicht seit 2008 vierteljährlich einen Bericht über den Status des Internets („State of the Internet“). Der Bericht verzeichnet unter anderem Online-Angriffe und vergleicht beispielsweise Cyberangriffe im Finanzdienstleistungsbereich, die laut dem Bericht zwischen dem zweiten Quartal 2022 und dem zweiten Quartal 2023 international um 65 Prozent zunahmen.

## Unternehmensstruktur
Der Hauptsitz von Akamai befindet sich in Cambridge, Massachusetts, USA, der europäische Sitz ist in der Schweiz in Zug. Seit 2012 befindet sich die deutsche Niederlassung des Unternehmens in Garching bei München. Akamai unterhält weitere internationale Standorte, beispielsweise in Mexiko-Stadt, São Paulo, London, Mumbai, Singapur, Seoul, Sydney und Tokio.
2023 waren rund 9.800 Mitarbeiter für Akamai tätig. Im Jahr 2022 erwirtschaftete das Unternehmen 3,62 Mrd. US-Dollar (3,34 Mrd. Euro).
Zu den rund 3.500 Kunden gehören unter anderem Axel Springer, Adobe, Apple, Das Erste und die Dritten, Idealo, die Haufe Gruppe, Lufthansa, Zalando, Bofrost, World Economic Forum, TikTok, eBay, Microsoft, die NSA, die NASA, Philips, Red Bull, die US-Army, das US-Außenministerium, die Hersteller von Virenschutz-Software McAfee, Bitdefender und Avast sowie weitere Fernsehsender und öffentliche Stellen wie Sicherheitsbehörden und Universitäten.

## Geschichte und Entwicklung

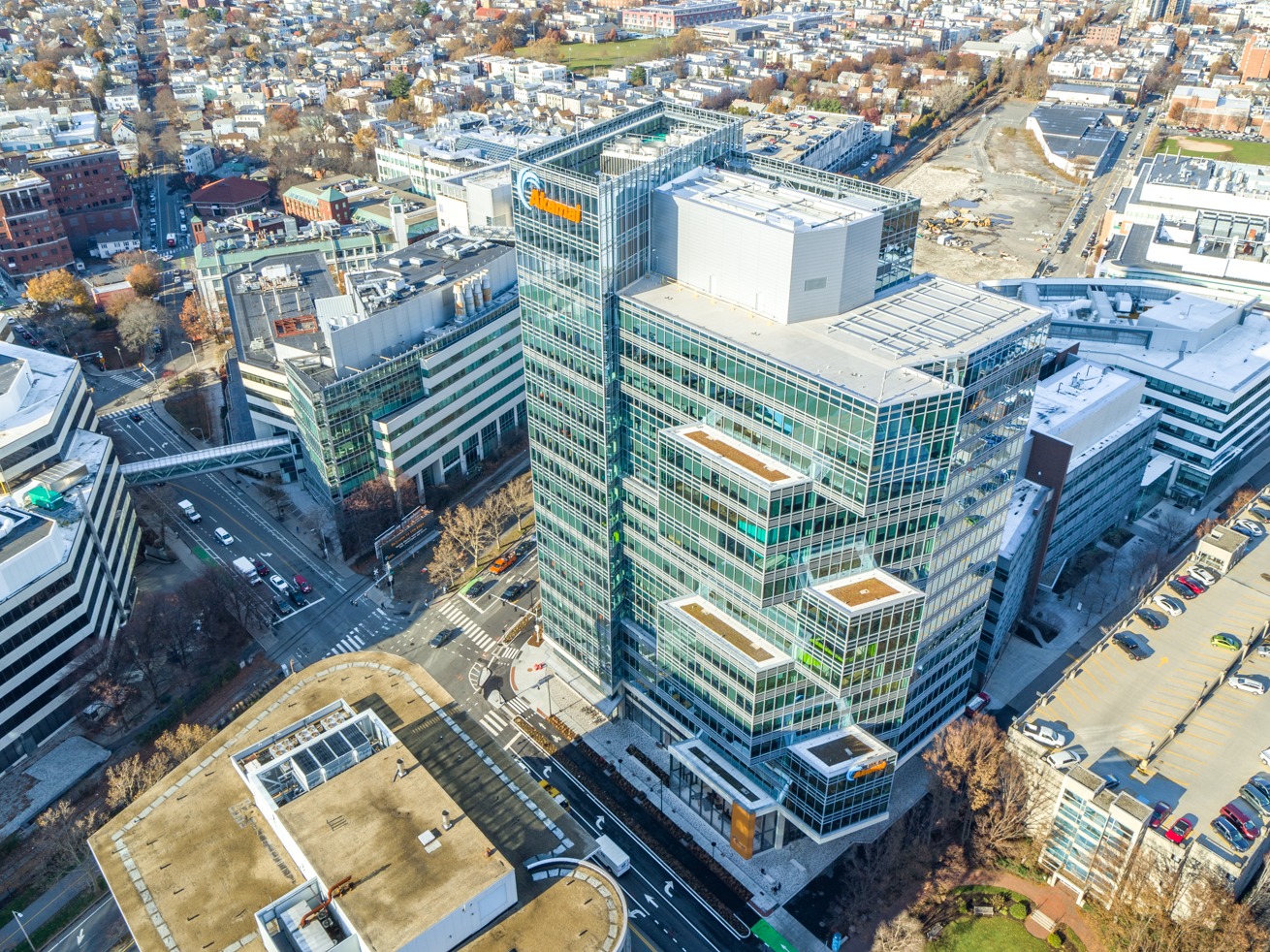
Akamais Hauptsitz in Cambridge, Massachusetts

### Gründung und Anfangsjahre
Im Jahr 1995 begann am Massachusetts Institute of Technology (MIT) die für Akamai grundlegende Zusammenarbeit des Mathematikprofessors Tom Leighton und des Studenten Daniel M. Lewin sowie des World-Wide-Web-Erfinders Tim Berners-Lee. Nachdem Leighton den der Content Delivery-Dienste von Akamai zugrunde liegenden Algorithmus entwickelt hatte, gründeten Lewin und Leighton gemeinsam mit Jonathan Seelig im August 1998 Akamai Technologies.
Im Januar des Folgejahres verfügte Akamai über rund 9 Millionen US-Dollar Umsatz und beschäftigte 35 Mitarbeiter. Im April desselben Jahres nahm das Unternehmen seine Geschäftstätigkeit auf, wobei in der ersten Jahreshälfte rund 75 Prozent der Erlöse mit Apple erwirtschaftet wurden. Zusätzlich investierte Apple im Juni rund 12,5 Millionen US-Dollar in Vorzugsaktien von Akamai. Ebenso investierte Microsoft in das Unternehmen, sodass Akamai zu fünf Prozent Apple und zu einem Prozent Microsoft gehörte. Darüber hinaus investierte auch Cisco Systems im August 1999 rund 49 Millionen US-Dollar in Vorzugsaktien von Akamai. Zu diesem Zeitpunkt betrieb Akamai 900 Server in 25 Telekommunikationsnetzen und 15 Ländern. Der Börsengang des Unternehmens erfolgte im Herbst desselben Jahres. Im Oktober betrieb Akamai bereits 1475 Server in 55 Telekommunikationsnetzen und 24 Ländern.

### Übernahmen und Ausweitung der Geschäftstätigkeit ab 2000
Anfang 2000 übernahm Akamai den Internet-Broadcaster Network24 sowie den Streaming-Provider Intervu Inc. für rund 2,8 Milliarden US-Dollar. Intervu war bis dato der führende Dienstleister für Übertragungen von Video- und Audio-Inhalten im Internet gewesen, wodurch Akamai seine eigene Kundenbasis auf mehr als 1.000 Unternehmen ausbaute. Durch die Übernahme erweiterte das Unternehmen außerdem seinen Bestand auf insgesamt rund 3.000 Server und 100 Netzwerke in 40 Ländern. Im April desselben Jahres kündigte Akamai die Kooperation mit dem Netzwerkbetreiber und Internet-Provider Genuity an, der zu dieser Zeit Teil der GTE Corp. war. Dadurch konnte Akamai zusätzliche Netzwerkkapazitäten erwerben und die internationale Erreichbarkeit des Unternehmens verbessern. Im Juni kündigte Akamai an, mittels einer Karte, die das gesamte Internet aufzeigt, für Web-Anfragen den schnellsten Pfad zum Adressaten zu ermitteln. In Zusammenarbeit mit Loral Cyberstar, Inc. und Cidera plante das Unternehmen im Jahr 2000 außerdem, seine Leistungen über Satellit für Internet Service Provider bereitzustellen.
2001 bestand Akamais Plattform aus 9.700 Edge-Servern, die in 650 Backbones von Internet-Service-Providern verteilt waren. Darüber hinaus entwickelte das Unternehmen die gemeinsam mit Oracle konzipierte Script-Sprache Edge Side Includes (ESI), um dynamische Inhalte zu verarbeiten. Außerdem brachte Akamai 2001 ein Echtzeit-Analyse-Tool namens „Sitewise“ heraus. Im selben Jahr verstarb Danny Lewin während der Terroranschläge vom 11. September 2001 auf dem American-Airlines-Flug 11. Im Rahmen des Danny Lewin Community Care Days erinnert Akamai jährlich an den Mitbegründer des Unternehmens.
Im Juni des Jahres 2004 fielen nahezu alle Webdienste des Unternehmens aus, sodass viele große Netzpräsenzen der von Akamai betreuten Unternehmen nicht erreicht werden konnten. Anfangs vermutete Akamai einen Denial-of-Service-Angriff, später gab das Unternehmen bekannt, das Problem sei in einem Programmfehler in der Akamai-Software begründet. Der Fehler konnte nach 90 Minuten behoben werden. Im Folgejahr erweiterte das Unternehmen sein Angebot um die Beschleunigung von dynamischen Web-Anwendungen. Im Sommer 2007 stellte Akamai weitere Internet-Weltkarten vor, die den Internet-Datenverkehr in Echtzeit visualisieren.

### Entwicklungen seit 2013
Im Oktober 2013 wurde bekannt, dass IBM zukünftig für den Schutz der eigenen Cloud-Kunden vor DDoS-Attacken und ähnlichen Angriffen mit Akamai zusammenarbeiten werde. Ende des Jahres übernahm Akamai außerdem das im Bereich der DDoS-Abwehr tätige amerikanische Unternehmen Prolexic Technologies. Im Folgejahr brachte Akamai neue Cloudlets für die Beschleunigung der Webentwicklung, die Vereinfachung der Skalierung von Infrastrukturen sowie die Verkürzung der Seitenladezeiten auf den Markt.
Im Jahr 2015 schloss PLDT Inc. mit Akamai eine Partnerschaft für den Vertrieb der Intelligent Plattform durch das Medienunternehmen. Im selben Jahr gründeten die Mozilla Foundation, Cisco Systems, Akamai sowie die Internet Security Research Group im Rahmen des Projektes Let’s Encrypt eine Organisation, die kostenlose Zertifikate für verschlüsselte Verbindungen bereitstellt. Des Weiteren erhöhte Akamai 2015 seine Kapazitäten am DE-CIX auf zwölf 100-GE-Anschlüsse. Zwei Jahre später übernahm Unternehmen das Cybersicherheitsunternehmen Nominum, Inc. Seit 2017 ist Akamai außerdem durch das Bundesamt für Sicherheit in der Informationstechnik als DDoS-Mitigation-Dienstleister für Kritische Infrastrukturen qualifiziert.
Im Herbst des Jahres 2021 übernahm Akamai das Cybersecurity-Unternehmen Guardicore Ltd.
Das Unternehmen weitete 2022 seine Geschäftstätigkeit in den Bereichen Edge und Cloud Computing durch die Übernahme des Cloud-Hosting-Service Linode weiter aus. Im selben Jahr trat das Unternehmen als Gründungsmitglied dem Critical Provider Program bei. Dieses Programm ist eine Initiative des Financial Services Information Sharing and Analysis Centers (FS-ISAC), eine Organisation für die Zusammenarbeit und Förderung der Cybersicherheit im Finanzdienstleistungsbereich. Durch das Critical Provider Program soll die Sicherheit von Lieferketten im Finanzbereich gestärkt werden.

### Entwicklungen seit 2023
Im Frühjahr des Jahres 2023 übernahm Akamai das im Bereich der API-Sicherheit tätige israelische Startup Neosec. Im selben Jahr eröffnete das Unternehmen außerdem weitere Cloud-Computing-Standorte in Chennai, Chicago, Paris, Seattle und Washington, D.C. Darüber hinaus gab Akamai bekannt, einen neuen globalen Lastverteilungsservice einzuführen, um einen möglichen Single Point of Failure in verteilten Cloudarchitekturen zu verhindern.